# 縱帶真鯧
縱帶真鯧為輻鰭魚綱鱸形目鯧亞目鯧科的其中一種，分布於東大西洋區，從法國比斯開灣至南非好望角海域，棲息深度10-70公尺，本魚體背部藍色或棕色，腹部銀白色，體側具有許多暗斑，背鰭軟條42-50枚;臀鰭軟條33-38枚，體長可達50公分，棲息在大陸棚，屬肉食性，以水母、浮游生物等為食，可做為食用魚。

## 擴展閱讀
維基物種上的相關：縱帶真鯧